# Antanas Sniečkus
Antanas Sniečkus (7 de janeiro de 1903 - 22 de janeiro de 1974) foi um político comunista lituano que presidiu a República Socialista Soviética da Lituânia de 1940 até sua morte em 1974. Seus 33 anos de governo  percorreram três gerações de líderes soviéticos (Stalin, Kruschev e Brejnev).